# Långtjärnen (Storsjö socken, Härjedalen, 696920-137325)
Långtjärnen är en sjö i Bergs kommun i Härjedalen och ingår i Ljungans huvudavrinningsområde.